# Пор-де-Пе
Пор-де-Пе (фр. Port-de-Paix, гаїт. креол. Pòdpè) — місто на північному заході Гаїті, на території Північно-Західного департаменту.

## Географія
Місто розміщується в північній частині департаменту, на узбережжі протоки Тортю. Абсолютна висота — 0 метрів над рівнем моря.

### Клімат
Місто знаходиться у зоні, котра характеризується кліматом тропічних саван. Найтепліший місяць — серпень із середньою температурою 26 °C (78.8 °F). Найхолодніший місяць — січень, із середньою температурою 22.3 °С (72.1 °F).
| Клімат Пор-де-Пе        | Клімат Пор-де-Пе | Клімат Пор-де-Пе | Клімат Пор-де-Пе | Клімат Пор-де-Пе | Клімат Пор-де-Пе | Клімат Пор-де-Пе | Клімат Пор-де-Пе | Клімат Пор-де-Пе | Клімат Пор-де-Пе | Клімат Пор-де-Пе | Клімат Пор-де-Пе | Клімат Пор-де-Пе | Клімат Пор-де-Пе |
| Показник                | Січ.             | Лют.             | Бер.             | Квіт.            | Трав.            | Черв.            | Лип.             | Серп.            | Вер.             | Жовт.            | Лист.            | Груд.            | Рік              |
| Середня температура, °C | 22,3             | 22,6             | 23,3             | 24               | 24,8             | 25,6             | 25,8             | 26               | 25,8             | 25,3             | 24,1             | 22,9             | 24,4             |
| Норма опадів, мм        | 87.7             | 73.3             | 69.3             | 105.1            | 187.1            | 164              | 110.4            | 127.7            | 159              | 165              | 205.8            | 129.3            | 1583.7           |
| Днів з опадами          | 9,9              | 8,1              | 8,6              | 9                | 12,3             | 11,9             | 14,2             | 14,4             | 15,3             | 16,4             | 11,7             | 10,4             | 142,2            |
| Вологість повітря, %    | 77.5             | 76.4             | 75.3             | 76.1             | 79.2             | 77.9             | 74.5             | 75.6             | 77.8             | 77.8             | 78.5             | 77.4             | 77               |
| ----------------------- | ---------------- | ---------------- | ---------------- | ---------------- | ---------------- | ---------------- | ---------------- | ---------------- | ---------------- | ---------------- | ---------------- | ---------------- | ---------------- |
| Джерело: Weatherbase    |                  |                  |                  |                  |                  |                  |                  |                  |                  |                  |                  |                  |                  |

## Історія
Пор-де-Пе було засновано 1665 року французькими флібустьєрами, які були змушені залишити острів Тортуга через вторгнення британців. З 1676 до 1711 року тут розміщувалась столиця французької колонії Сан-Домінго, яку в подальшому було перенесено до Кап-Аїтьєна. 1679 року в Пор-де-Пе спалахнуло перше повстання рабів, привезених з Африки. 1902 року місто було майже цілковито зруйновано пожежею.

## Населення
За даними 2013 року чисельність населення становить 43 632 особи.
Динаміка чисельності населення міста за роками:
| 1971   | 1982   | 1990   | 1995   | 1997   | 2013   |
| ------ | ------ | ------ | ------ | ------ | ------ |
| 14 494 | 15 540 | 21 828 | 25 453 | 27 100 | 43 632 |

## Транспорт
В місті є однойменний аеропорт, що приймає регулярні місцеві рейси з Порт-о-Пренса та Кап-Аїтьєна. Місто пов'язано поромною переправою з розташованим навпроти нього островом Тортуга.

## Відомі уродженці
- Еміль Жонассен — в. о. президента Гаїті (1993–1994).